# Leslie Nielsen ist sehr verdächtig
Leslie Nielsen ist sehr verdächtig (Originaltitel: Wrongfully Accused, Alternativtitel: Sehr verdächtig) ist eine US-amerikanisch-deutsche Filmkomödie von Pat Proft aus dem Jahr 1998.

## Handlung
Der Geigenvirtuose Ryan Harrison ist ein begnadeter Musiker und wird während einer Konzerttournee durch die USA auf das Anwesen des Millionärs Hibbing Goodhue eingeladen. Einerseits, weil dieser seine Tournee sponsert, andererseits, weil er mit Hibbings Frau Lauren, die ihm eindeutige Avancen gemacht hat, ein Verhältnis angefangen hat.
Am Abend eines seiner Konzerte erhält Harrison eine Nachricht von Lauren, die ihn zu einem weiteren Tête-à-tête bittet, während Hibbing gleichzeitig in seiner Villa von einem Unbekannten angegriffen wird. Als Harrison auf dem Anwesen eintrifft, ist Lauren verschwunden, allerdings attackiert ihn der Killer, der mit künstlichen Körperteilen ausgestattet ist. Während eines Handgemenges wird Harrison von dem Unbekannten niedergeschlagen.
Tags darauf ist Goodhue tot, und Harrison wacht neben dessen Leiche auf, behängt mit verschiedenen Waffen. Die anwesende Polizei nimmt den Violinisten daraufhin als vermeintlichen Mörder des Millionärs fest, und er wird zum Tode verurteilt. Während der Fahrt zur Exekution kommt es zu einem Unfall, bei dem Harrison schließlich fliehen kann.
Die Polizei in Form von Lieutenant Fergus Falls beginnt daraufhin, Harrison mit einem Großaufgebot zu jagen. Harrison selbst gelingt es dabei mehrfach – teils auch mit Glück – Falls und der Polizei zu entkommen. Er stöbert die mysteriöse Cass Lake auf, die er bereits auf Hibbings Party kennengelernt hat, und taucht bei ihr unter. Doch Cass scheint ein Geheimnis zu hüten.
Durch ein Indiz hinsichtlich der künstlichen Gliedmaßen des Killers gewinnt er in einem Krankenhaus Hinweise zu dem Attentäter und findet dabei heraus, dass dieser sich hier ein Prothesen–Scharfschützengewehr für ein noch unbekanntes Attentat hat anfertigen lassen. Als er den Einarmigen und -beinigen verfolgt und knapp einem Anschlag an einem Maisfeld entgeht, geht er den eigentlichen Mördern in die Falle: Lauren und Sean Laughrea, der Prothesenkiller, Terrorist und gleichzeitig Laurens Bruder. Beide sind Freiheitskämpfer und wollen den UN–Generalsekretär Sir Robert McKintyre, der eine Anti-Terror-Kampagne starten will, durch das Attentat beseitigen. Lauren hat sich nur deswegen mit Goodhue eingelassen, da dieser ein enger Vertrauter McKintyres war und sie so die notwendigen Kontakte knüpfen konnte. Cass, die sich auch in der Truppe befindet, selbst ist lediglich eine Malerin und wollte ein Porträt von Hibbing anfertigen. Sie hat Sean und Lauren nur geholfen, da sie sich mit Lauren und Sean verwandt glaubte. Als sie allerdings mitbekommt, dass McKintyre – der sich auch noch als Cass’ Vater entpuppt – umgebracht werden soll, schlägt sie sich wieder auf Harrisons Seite.
Während des schottischen „Columbia Heights“-Festivals, auf dem das Attentat geplant war, kann Harrison die Ermordung McKintyres verhindern und diesen in Sicherheit bringen. Nach einer wilden Verfolgungsjagd vor den von Lauren angeführten Terroristen, die Harrison, Cass und McKintyre in einen Hinterhalt locken, kann Harrison die Insassen beschützen und zudem Laurens Freiheitskämpfer stellen. Lieutenant Falls nimmt die Terroristen fest und erklärt zudem Harrison für unschuldig und „fälschlich angeklagt“ („wrongfully accused“, Originaltitel). Dieser und Cass Lake werden ein Paar und gehen einer gemeinsamen Zukunft entgegen.

## Parodien
- Auf der Flucht – Die Handlung von Sehr verdächtig parodiert hauptsächlich den Actionthriller mit Harrison Ford und Tommy Lee Jones aus dem Jahr 1993. Auch hier wird ein Unschuldiger wegen Mordes zum Tode verurteilt und kann entkommen, um den wahren Mörder zu finden. In diesem Film übernimmt Richard Crenna die Rolle des verfolgenden US-Marshals. Crenna arbeitete schon bei Hot Shots! - Der zweite Versuch mit Regisseur Pat Proft zusammen, wo er seine bekannteste Rolle als Col. Trautman aus der Rambo-Trilogie parodierte.
- Lord of the Dance – Das Poster zu Harrisons Konzert zeigt ihn in ähnlicher Pose mit entblößtem Oberkörper, in der Michael Flatley auf dem Poster zu seiner Tanzshow zu sehen war, wobei Harrison eine Violine im ausgestreckten Arm hält. Der Titel des Konzerts auf dem Plaket ist „Lord of the Violins“. Außerdem tanzen die in die Enge getriebenen irischen Terroristen gegen Ende des Films in ähnlicher Choreografie, als Polizisten Warnschüsse auf ihre Füße feuern.
- Star Wars – Zu Beginn des Films nutzt der Platzanweiser der Konzerthalle ein Lichtschwert, die Hauptwaffe der Jedi, um Cass Lake auf ihren Platz zu weisen. Später erschlägt Sean Laughrea Harrison mit einer Metalltischplatte, der dadurch eine Form annimmt wie der in einem Karbonitblock eingefrorene Han Solo aus der fünften Episode der Star-Wars-Saga, Das Imperium schlägt zurück.
- Titanic – Während des ersten Kampfes mit dem Terroristen schlägt Harrison mit gebundenen Papierstapel auf ihn ein, welches große Mengen Wasser ausstößt. Auf dem Deckblatt ist zu lesen, dass es sich um den ersten Entwurf des Drehbuches von „Titanic“ handelt. Die letzte Szene des Films parodiert die Bug-Szene mit Leonardo DiCaprio und Kate Winslet.
- Baywatch – Nachdem Harrison vom Staudamm stürzt, werden mehrere vermeintliche Rettungsschwimmer in rotorangen Badeanzügen aktiv, die den Vorspann der Serie parodieren, allerdings statt Rettungsutensilien Badespielzeug in den Händen halten. Zu diesen Szenen wurde auch die Originalmusik gespielt.
- Drei Engel für Charlie – Die US Marshals stürmen in die Wohnung von Cass Lake und nehmen dabei die bekannte Pose der Engel ein. Außerdem ruft der Leiter der Marshals „Los ihr Engel, vorwärts!“.
- Mentos – Als Harrison in einem Badezimmer in der Falle sitzt, isst er ein Mentos, um auf eine rettende Lösung des Problems zu kommen. Ähnliche Szenarien waren Basis der damaligen Fernseh-Werbekampagne von Mentos.
- Toys "R" Us – Auf dem Gebäude, in der Sean Laughrea seine Prothesen für seine Mission erhält, prangt ein an „Toys "R" Us“ (englisch etwa bedeutend „Spielzeug - das sind wir“) angelehntes Logo „Limbs "R" Us“ (englisch für „Gliedmaßen - das sind wir“)
- Mission: Impossible – Die Szene, in der sich Harrison durch den Schacht der Klimaanlage ins Archiv durch zahllose elektrische Kabel „versehentlich abseilt“, parodiert eine ähnliche Szene aus dem Agentenfilm mit Tom Cruise. Die Laserstrahlen des Sicherheitssystems bilden in der Draufsicht ein Hexagramm, also den Davidstern.
- Der unsichtbare Dritte – Die Szene auf dem Maisfeld bezieht sich auf den Thriller von Alfred Hitchcock, wo der Protagonist ebenfalls vor einem Maisfeld von einem Doppeldecker angegriffen wird.
- Feld der Träume – In der gleichen Szene sieht man vorher drei Baseballspieler auf das Maisfeld gehen und wie Geister verschwinden, wie in einer Szene von Feld der Träume von 1989.
- Die Vögel – In der gleichen Szene versucht Harrison, das an seinem Hinterkopf fliegende (Modell-)Flugzeug zu verscheuchen. Die Szene erinnert an den Hitchcock-Klassiker, in dem ein kleines Mädchen auf der Flucht von Vögeln attackiert wird.
- Das verflixte 7. Jahr – In einer Szene bei der schottischen Garde steht Harrison mit seinem Kilt über einem Lüftungsgitter, das seinen Rock immer nach oben bläst. Dies bezieht sich auf den Film mit Marilyn Monroe, der ähnliches geschieht, was seitdem als Monroe-Effekt bezeichnet wird.
- Braveheart – Während des Kampfes auf dem Schottland-Fest fliegt Harrison kopfüber in einen Kunststand, worauf sein Gesicht auf der linken und rechten Seite mit blauer Farbe beschmiert wird, außerdem trägt er ein Knäuel Heu wie langes dunkelblondes Haupthaar auf dem Kopf, wodurch er Mel Gibson in dem Film von 1995 über den schottischen Nationalhelden William Wallace gleicht.
- Das Kartell – Als es zum Hinterhalt kommt, werden Harrison, Cass und McKintyre vom Dach aus beschossen. Diese Szene ist an den Anschlag auf den Autokonvoi angelehnt.
- Dirty Harry – Harrison bedroht Laughrea mit einer Pistole und sagt: „Hab ich die letzte Kugel schon abgeschossen oder ist da noch eine in der Kammer [...]“. Einen ähnlichen Dialog führt Inspector Callahan nach einem vereitelten Raubüberfall.
- Die üblichen Verdächtigen – Während des Plauschs im Anglershop mit Polizisten und dem Ladeninhaber strickt Harrison willkürlich eine Lebensgeschichte aus Wörtern und Markennamen, die er überall im Laden liest. Nachdem er den Laden verlassen hat, bemerkt einer der Ladenbesitzer die Wörter, während man Harrisons vorherige dazu passenden Aussagen hört. Der Ladenbesitzer erstarrt daraufhin und lässt seine Kaffeetasse fallen. Dies ist eine Parodie des Verhörs zwischen Roger „Verbal“ Kint (Kevin Spacey) und Zollinspektor Dave Kujan (Chazz Palminteri) kurz vor dem entscheidenden Twist des Films von 1995.

## Kritiken
James Berardinelli schrieb auf ReelViews, dass der Film den Zuschauer eher „krank machen“ als zum Lachen bringen könne. Er sei zum Zeitpunkt des Verfassens der Kritik die schlechteste Komödie des Jahres („It's probably not the last stupid comedy of 1998, but, at least to date, it's easily the worst“). Leslie Nielsen solle in die Rente gehen, da er so viele Rollen gespielt habe, dass er nicht mehr amüsant, sondern langweilend wirke.

„Dürftige Slapstick-Klamotte, die nie über das Niveau einer lieblos zusammengeschusterten Gagparade hinauskommt.“

„Der Actionthriller mit Harrison Ford und Tommy Lee Jones ist Hauptvorlage von Profts Parodie […]. Natürlich stolpert er durch etliche Fettnäpfchen und respektlose Filmzitate […]. Und natürlich reiht sich "Sehr verdächtig" nahtlos in Profts Slapstick-Arbeit ein. Aber sein Regiedebüt hat ein Problem: Proft beklaut nicht nur die Filmgeschichte, sondern auch sich selbst. Und wenn eine Filmparodie andere Filmparodien parodiert, haben nur noch die Hardcore-Fans was zu lachen. […] Fazit: Mittelgeniale Gag-Revue.“

„Fast zehn Jahre, nachdem ‘Die nackte Kanone’ die Grenzen des guten Geschmacks weltweit erfolgreich ins Visier nahm, kommt nun der Letzte des damaligen Autorenquartetts zu Regieehren. Nach Jim Abrahams, David und Jerry Zucker wagt sich also auch Pat Proft hinter die Kamera und inszeniert den von ihm erwarteten, selbstverfaßten Klamauk, der seine eigene Karriere begründete und der mit Hilfe des rüstigen Blödelrentners Leslie Nielsen für ein Zuschauerergebnis in Millionenhöhe sorgen dürfte. […] Neueinsteiger in dieses Genre werden ihren Spaß haben. Für Kenner des von den Zucker-Brüdern und Mel Brooks reichlich betretenen Territoriums aber zeigt dieser Humor Verschleißerscheinungen. Auch wenn Proft sich mit zwei ‘Titanic’-Gags […] brandaktuell gibt.“

## Wissenswertes
- Statt von seinem Standardsprecher Horst Schön wurde Leslie Nielsen hier von Klaus Guth synchronisiert.
- Eine Nachrichtensprecherin im Film trägt den Namen „Ruth Kimble“. Dies ist ein Hinweis auf „Dr. Richard Kimble“, die Hauptfigur des parodierten Films Auf der Flucht. Zudem wird in einem Krankenhaus ein „Dr. Kimble“ ausgerufen.
- Die Hauptfigur „Ryan Harrison“ wurde ebenfalls von anderen Namen abgeleitet. Während „Ryan“ sich auf „Jack Ryan“ (Hauptfigur in den karikierten Clancy-Filmen Die Stunde der Patrioten und Das Kartell) bezieht, ist „Harrison“ ein Verweis auf Harrison Ford, der sowohl in Auf der Flucht als auch in den zuvor genannten Tom-Clancy-Verfilmungen die Hauptrolle gespielt hat.
- Der Film wurde in Vancouver gedreht.[5] Er spielte in den Kinos der USA ca. 9,6 Millionen US-Dollar ein. In Deutschland wurden bis zum 23. August 1998 957.302 Kinobesucher gezählt.[6]